# Christian Philipp von Löwenstein-Wertheim
Christian Philipp Johann Alexander von Löwenstein-Wertheim-Rochefort (* 11. Januar 1719 in Wertheim in Baden; † 23. Mai 1781 in Lohr am Main begraben) war ein österreichischer General der Kavallerie sowie Großkreuz des Maria-Theresien-Ordens.

## Herkunft
Die Fürstenwürde kam am 3. April 1711 durch den Gouverneur von Mailand und seinen Großvater Maximilian Karl von Löwenstein-Wertheim-Rochefort (1656–1718) auf das Haus. Seine Eltern waren der Fürst Dominicus Karl Marquard von Löwenstein-Wertheim-Rochefort (1690–1735) und dessen Ehefrau Christine Franziska Polyxena von Hessen-Rheinfels (1688–1728). Sein Vater wurde 1735 in Venedig ermordet. Sein Bruder Karl Thomas (1714–1789) war kurpfälzischer Generalfeldwachtmeister und folgte seinem Vater als Fürst nach. Sein Bruder Johann Josef Wenzel (1720–1788) wurde kurpfälzischer Generalmajor.

## Leben
Er kam noch jung zur Armee und nahm 1737 am Türkenkrieg teil. In der Schlacht bei Banja Luka wurde er verwundet, konnte sich aber durch Tapferkeit und Besonnenheit empfehlen. Er stieg 1744 bis zum Oberst des Dragoner-Regiments „Koháry“ auf. Mit diesem kämpfte er zunächst unter Joseph Wenzel Fürst Liechtenstein, später unter Johann Christian Fürst Lobkowitz in Italien.
1746 gelang ihm mit einem Husarenstück die Einnahme von Serravalle. Mit einem Kavallerie-Detachement konnte er unbemerkt bis Serravalle vorrücken, wo er die dort stationierten Spanier überraschte. Diese leisteten erbitterten Widerstand, mussten sich aber letztlich auf die Burg zurückziehen. Am 21. August 1746 kapitulierte Oberst Spinola mit 250 Mann und 13 Geschützen. Nach der Eroberung der Republik Genua wurde Löwenstein mit der Siegesmeldung zur Kaiserin geschickt. Er begleitete den General Graf Colloredo nach Wien und kehrte später zurück. Im Jahr 1749 wurde er zum Generalmajor befördert und am 25. August 1751 zum Generalfeldwachtmeister.
Bei Beginn des Siebenjährigen Krieges war er Inhaber eines Kürassier-Regiments, das aber kurz darauf schon wieder aufgelöst wurde. Am 1. Oktober 1756 konnte er sich in der Schlacht bei Lobositz am rechten Flügel auszeichnen. Dafür wurde er am 5. Dezember 1757 zum Feldmarschalleutnant ernannt. 1758 wurde er dann kurz Inhaber des Dragoner-Regiments Nr. 14 („Löwenstein-Dragoner“), das Regiment gab er 1759 aber wieder ab. Stattdessen begann er 1758 mit der Errichtung eines Chevauxlegers, aus dem später das Ulanen-Regiment Nr. 7 wurde.
Für seine Tapferkeit in der Schlacht bei Breslau (22. November 1758) erhielt er eine Belobigung. Im Jahr 1760 wurde er zum General der Kavallerie ernannt. Am 2. August 1762 konnte er die Preußen im Gefecht bei Teplitz schlagen. Am 21. November 1763 erhielt der Fürst für die im Krieg gezeigte Tapferkeit das Großkreuz des Maria-Theresia-Ordens.
Er starb am 23. Mai 1781 auf einem Schiff zwischen Steinbach und Lohr am Main auf dem Weg nach Hause. Seine Witwe ließ in der Kirche von Lohr ein Epitaph errichten.

## Familie
Er war seit dem 5. April 1773 mit Sebastiana Franziska von Humbert (1724–1793) aus Püttlingen verheiratet.  Das Paar hatte nur einen Sohn, dieser starb jung.